# Olivier Bériot

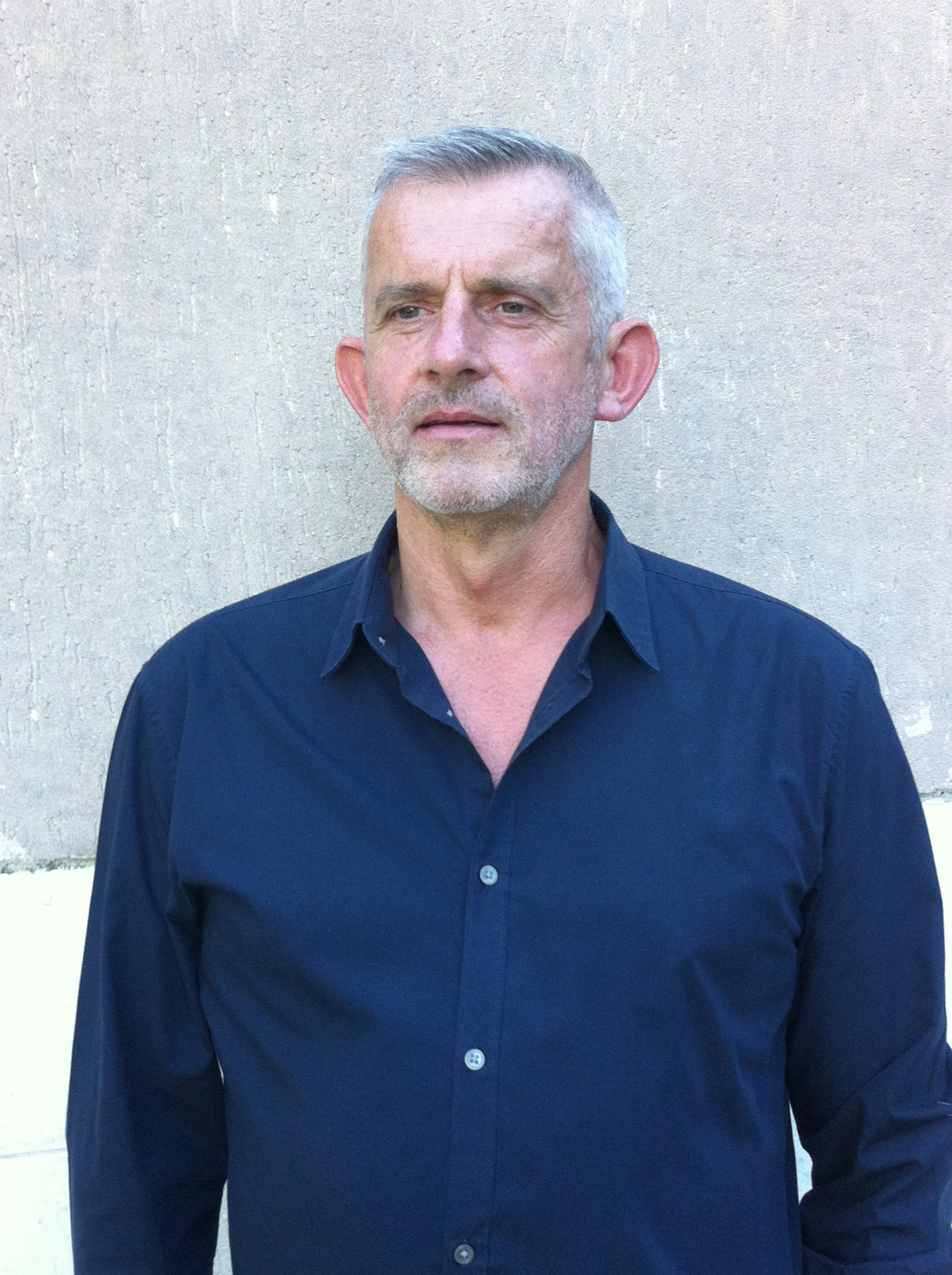
Olivier Bériot, 2016

Olivier Bériot (* 3. November 1962 in Neuilly-sur-Seine, Hauts-de-Seine) ist ein französischer Kostümbildner.

## Leben
Olivier Bériot absolvierte ein Studium an der renommierten École de la chambre syndicale de la couture parisienne und machte Ende der 1980er Jahre sein Diplom in Modedesign. Anschließend war er drei Jahre lang in der Modebranche tätig. Danach begann er, als Assistent von Kostümbildnern an der Oper und beim Film zu arbeiten. Unter der Leitung der Kostümbildnerin Catherine Leterrier kam er etwa bei István Szabós Film Zauber der Venus (1991) mit Glenn Close, bei Robert Altmans starbesetzter Filmkomödie Prêt-à-Porter (1994) und bei Luc Bessons Historienfilm Johanna von Orleans (1999) zum Einsatz. Seit der Filmkomödie Serial Lover – Der letzte räumt die Leiche weg aus dem Jahr 1998 ist Bériot regelmäßig hauptverantwortlicher Kostümbildner beim Film. Es folgten Arbeiten für die Kostümfilme Liebeslust und Freiheit und Der König tanzt (beide 2000) sowie Brian De Palmas Erotikthriller Femme Fatale (2002).
Besonders häufig entwarf Bériot die Kostüme von Filmen, für die Luc Besson das Drehbuch schrieb und als Produzent oder Regisseur in Erscheinung trat, darunter etwa der Abenteuerfilm Fanfan der Husar (2003), die Actionfilme Unleashed – Entfesselt (2005), Transporter 3 (2008) und Lockout (2012), die Filmreihe von Arthur und die Minimoys, die Taken-Reihe mit Liam Neeson sowie die Science-Fiction-Filme Lucy (2014) und Valerian – Die Stadt der tausend Planeten (2017). Für Letzteren war er 2018 für den Saturn Award in der Kategorie Beste Kostüme nominiert. Für Der König tanzt, Bessons Adèle und das Geheimnis des Pharaos (2010) und Guillaume Galliennes autobiografisch geprägte Filmkomödie Maman und ich (2013) wurde er jeweils für den César nominiert. Im Jahr 2016 wurde er in die Academy of Motion Picture Arts and Sciences berufen, die jährlich die Oscars vergibt.
Mit dem Kostümbild für eine Neuinszenierung der Berlioz-Oper Les Troyens war Bériot in der Spielzeit von 2021/2022 erstmals an der Bayerischen Staatsoper beschäftigt. An der Opéra National de Paris hatte er zuvor bereits die Kostüme für mehrere Ballett- und Operninszenierungen entworfen, darunter Nosferatu (Choreografie: Jean-Claude Gallotta, 2001, 2006), Le Mandarin merveilleux (Choreografie: Maurice Béjart, 2003, 2006), Ich bin … (Choreografie: Susanne Linke, 2005), Caligula (Choreografie: Nicolas Le Riche, 2005, 2008, 2011), Siddharta (Choreografie: Angelin Preljocaj, 2010), D’Ores et déjà (Choreografie: Béatrice Massin und Nicolas Paul, 2013, 2015, 2019) und Rossinis La Cenerentola (Regie: Guillaume Gallienne, 2017, 2018).
Neben seiner Tätigkeit bei Film und Oper ist Bériot seit vielen Jahren als hauptverantwortlicher Kostümbildner des historischen Themenparks Puy du Fou im Westen Frankreichs aktiv.

## Filmografie (Auswahl)
- 1998: Serial Lover – Der letzte räumt die Leiche weg (Serial Lover)
- 2000: Liebeslust und Freiheit (Le Libertin)
- 2000: The Dancer
- 2000: Der König tanzt (Le Roi danse)
- 2001: Yamakasi – Die Samurai der Moderne (Yamakasi)
- 2001: Absolument fabuleux
- 2002: Femme Fatale
- 2002: Küss mich, wenn du willst (Embrassez qui vous voudrez)
- 2003: Fanfan der Husar (Fanfan la Tulipe)
- 2003: Qui perd gagne!
- 2003: Volpone (TV-Film)
- 2004: RRRrrrr!!!
- 2004: Drei Frauen in Algier (Viva Laldjérie)
- 2004: Pédale dure
- 2005: Unleashed – Entfesselt (Unleashed)
- 2005: Das Imperium der Wölfe (L’Empire des loups)
- 2006: Bandidas
- 2006: Paris, je t’aime
- 2006: Arthur und die Minimoys (Arthur et les Minimoys)
- 2007: Hellphone
- 2007: Schmetterling und Taucherglocke (Le Scaphandre et le Papillon)
- 2007: Die Kammer der toten Kinder (La Chambre des morts)
- 2007: Hitman – Jeder stirbt alleine (Hitman)
- 2007: L’auberge rouge – Mord inklusive (L’Auberge rouge)
- 2008: 96 Hours (Taken)
- 2008: Transporter 3
- 2009: Lucky Luke
- 2009: Arthur und die Minimoys 2 – Die Rückkehr des bösen M (Arthur et la Vengeance de Maltazard )
- 2010: From Paris with Love
- 2010: Adèle und das Geheimnis des Pharaos (Les Aventures extraordinaires d’Adèle Blanc-Sec)
- 2010: Arthur und die Minimoys 3 – Die große Entscheidung (Arthur et la Guerre des deux mondes)
- 2011: Der Kuss des Schmetterlings (Un baiser papillon)
- 2011: Colombiana
- 2011: The Lady
- 2012: Auf den Spuren des Marsupilami (Sur la piste du Marsupilami)
- 2012: Lockout
- 2012: Und nebenbei das große Glück (Un bonheur n’arrive jamais seul)
- 2012: 96 Hours – Taken 2 (Taken 2)
- 2013: Vive la France – Gesprengt wird später (Vive la France)
- 2013: The Cop – Crime Scene Paris (Jo) (TV-Serie, acht Folgen)
- 2013: Maman und ich (Les Garçons et Guillaume, à table!)
- 2013: Malavita – The Family (The Family)
- 2014: 3 Days to Kill
- 2014: Lucy
- 2014: Lou! (Lou! Journal infime)
- 2014: 96 Hours – Taken 3 (Taken 3)
- 2016: Éternité
- 2017: Die Macht des Bösen (The Man with the Iron Heart)
- 2017: Valerian – Die Stadt der tausend Planeten (Valerian and the City of a Thousand Planets)
- 2017: Santa & Co. – Wer rettet Weihnachten? (Santa & Cie)
- 2018: Par le sang (Kurzfilm)
- 2019: Zimmer 212 – In einer magischen Nacht (Chambre 212)
- 2019: Anna
- 2019: The Spy (TV-Miniserie)
- 2020: Mon cousin
- 2021: Lupin (TV-Serie, sechs Folgen)
- 2022: Theodosia (TV-Serie, 26 Folgen)
- 2024: Franklin (TV-Miniserie)

## Auszeichnungen (Auswahl)
- 2001: Nominierung für den César in der Kategorie Beste Kostüme für Der König tanzt
- 2008: Nominierung für den Costume Designers Guild Award in der Kategorie Zeitgenössischer Film für Schmetterling und Taucherglocke
- 2011: Nominierung für den César in der Kategorie Beste Kostüme für Adèle und das Geheimnis des Pharaos
- 2014: Nominierung für den César in der Kategorie Beste Kostüme für Maman und ich
- 2018: Nominierung für den Saturn Award in der Kategorie Beste Kostüme für Valerian – Die Stadt der tausend Planeten
- 2018: Preis des St. Tropez Film Festival in der Kategorie Beste Kostüme für Par le sang